# Vụ rơi máy bay Ivanovo Ilyushin Il-76 2024
Vào ngày 12 tháng 3 năm 2024, một chiếc máy bay chở hàng Ilyushin Il-76 đã bị rơi ở tỉnh Ivanovo của Nga. Mười lăm người có mặt trên máy bay khi máy bay rơi; tám phi hành đoàn và bảy hành khách. Không có người sống sót được tìm thấy. Nguồn tin Nga cho biết một trong các động cơ của nó bốc cháy và máy bay bị rơi ngay sau khi cất cánh. Bộ Quốc phòng Nga cho rằng cháy động cơ là nguyên nhân có thể xảy ra nhất của vụ tai nạn.

## Chuyến bay
Theo Denis Pasler, thống đốc của Orenburg Oblast, chuyến bay chở các phi công từ Orenburg. Ông nói thêm rằng họ đến từ Trung đoàn Hàng không Vận tải Quân sự số 117.. Trong khi đó, thống đốc của tỉnh Tver, Igor Rudenya, cũng cho biết có các phi công từ Tver.
Vụ tai nạn xảy ra lúc 13:00 giờ Moskva gần huyện Bogorodskoye ở tỉnh Ivanovo. Một trong những động cơ của máy bay bốc cháy khi cất cánh thực hiện chuyến bay định kỳ. Có những đoạn video chưa được xác nhận cho thấy chiếc máy bay lao thẳng xuống với một động cơ bốc cháy và ngay sau đó nó tách ra. Video khác cho thấy cột khói bốc lên cao. Máy bay gặp nạn khi cố hạ cánh xuống sân bay Ivanovo-Severny.